# Proterorhinus marmoratus
Espèce
Statut de conservation UICN

 LC  : Préoccupation mineure
Proterorhinus marmoratus est une espèce de gobies de la famille des Gobiidae, nommée ainsi pour ses narines en forme de tube. Elle a longtemps été considérée comme la seule espèce de son genre, mais des analyses ADN ont montré qu'il existait au sein des Proterorhinus un complexe d'espèces cryptiques, les gobies à nez tubulaire, avec notamment Proterorhinus semilunaris.

## Répartition géographique
On trouve P. marmoratus en Allemagne, Autriche, Azerbaïdjan, Belgique, Bulgarie, Canada, République tchèque, Géorgie,Iran, Kazakhstan, Roumanie, Russie, Ukraine, États-Unis, et l'Ouzbékistan.